# Електрична плита

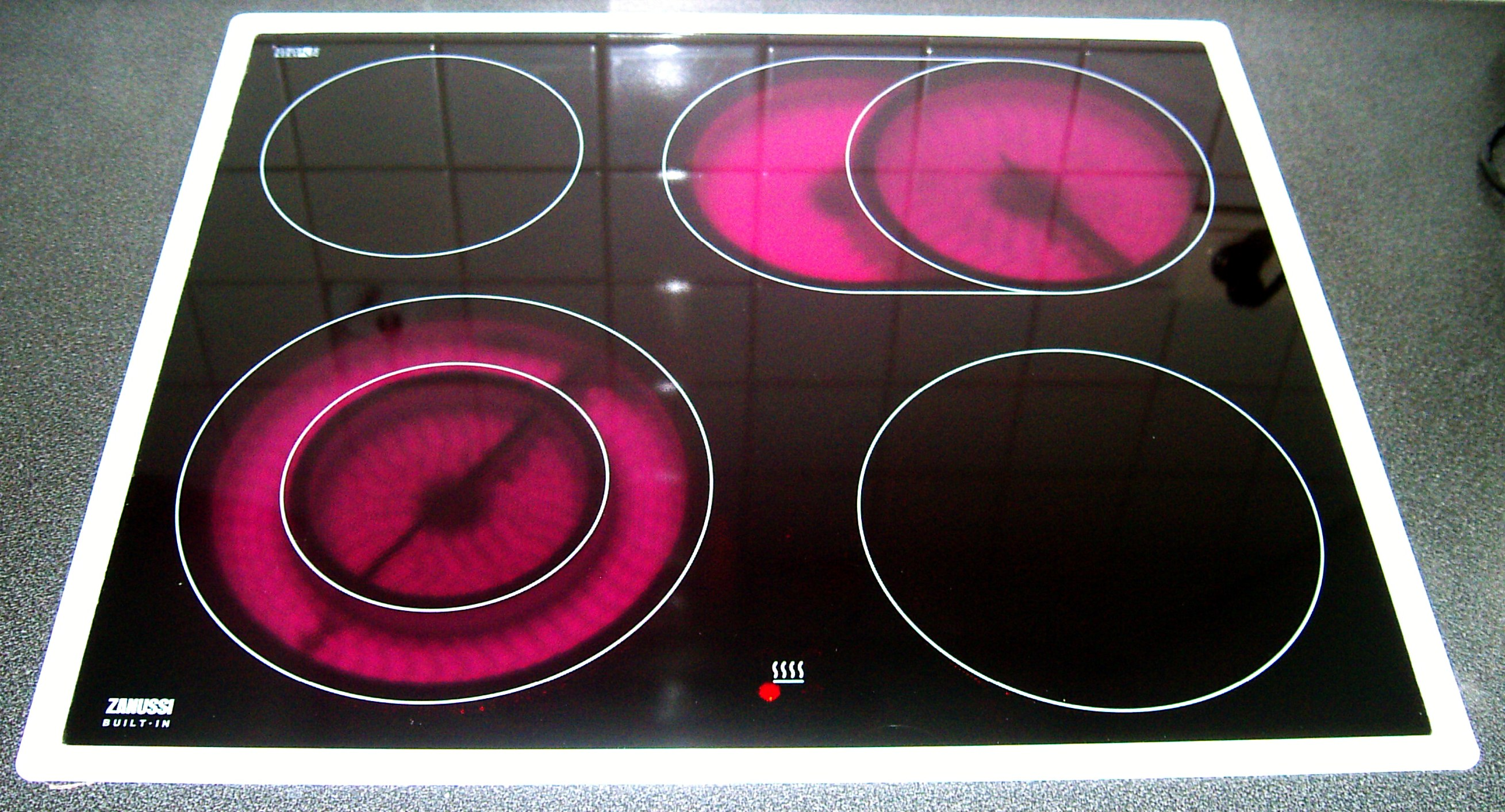
Електроплита з склокерамічною поверхнею.

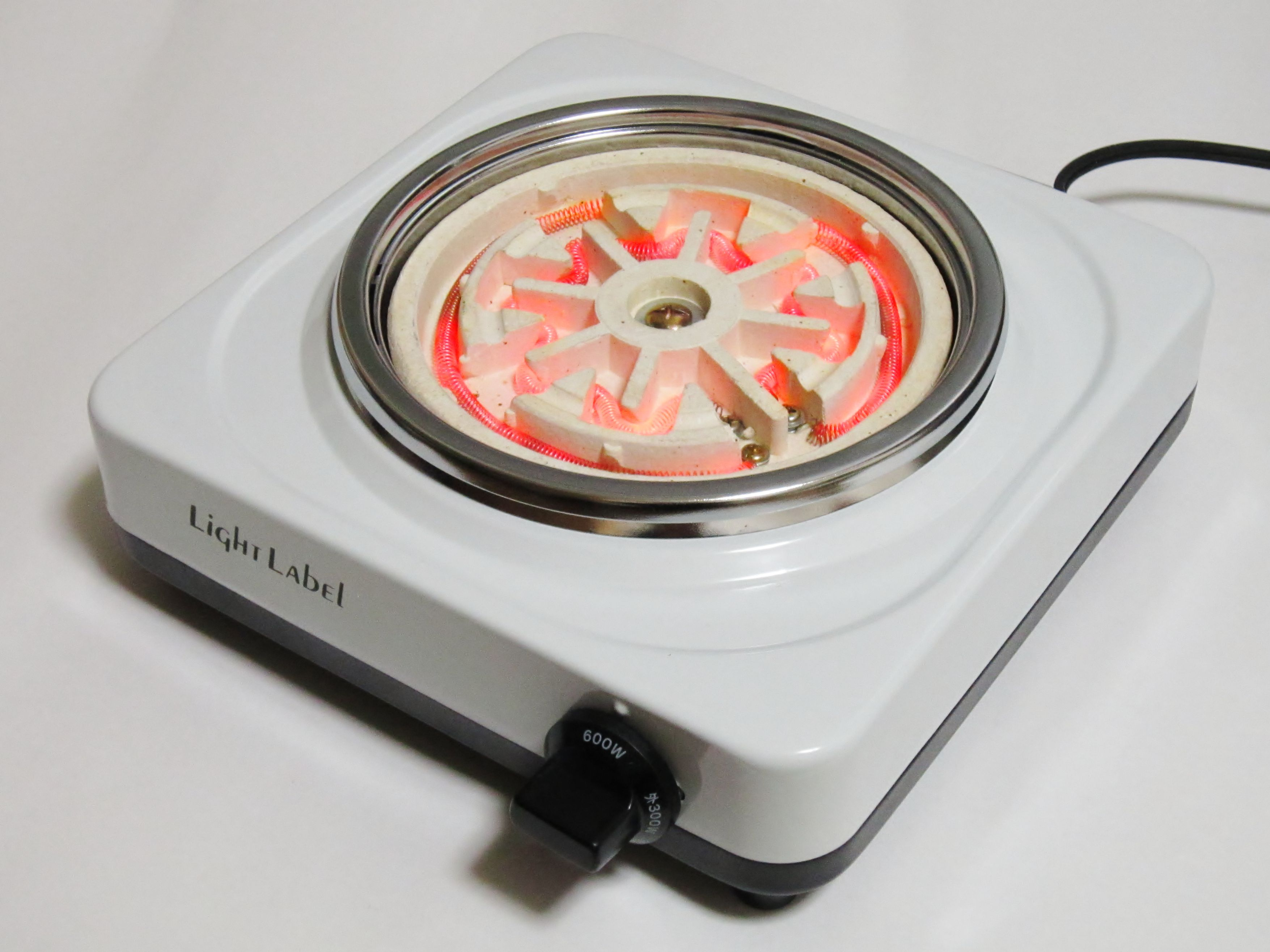
Електрична плита з відкритою спіраллю.

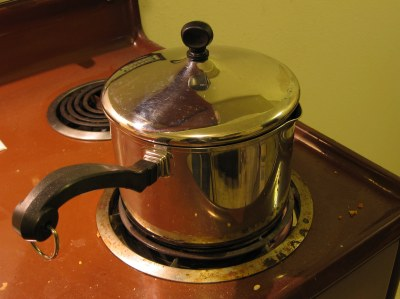
Електрична плита з відкритими ТЕНами.

Електри́чна плита́ — кухонна плита, що працює на електриці. Вперше електроплита була представлена публіці 29 серпня 1883 року в Оттаві Томасом Ахерном.

## Загальне поняття
З точки зору електротехніки, електроплита є нагрівальною електроустановкою, так як проходження струму через електричний опір згідно з законом Джоуля-Ленца супроводжується виділенням теплової енергії, що використовується для приготування їжі.

## Історія
20 вересня 1859 року Джордж Б. Сімпсон отримав патент США № 25532 на поверхню «електронагрівача», що нагрівається котушкою з платинового дроту, що живиться від батарей. За його словами, корисно «гріти кімнати, кип'ятити воду, готувати їжу…»
Канадський винахідник Томас Ахерн подав патент № 39916 у 1892 році на «електричну піч», пристрій, який він, імовірно, використовував для приготування їжі для готелю в Оттаві того року. Ахерн і Воррен Ю. Сопер були власниками Оттавської компанії Chaudiere Electric Light and Power Company. Електрична плита була представлена на Всесвітній виставці в Чикаго в 1893 році, де була показана електрифікована модель кухні. На відміну від газової плити, електрична плита розвивалася повільно, частково через незнайому технологію та необхідність електрифікації міст і селищ.
У 1897 році Вільям Хедавей отримав патент США № 574537 на «Автоматично керовану електричну піч».

## Типи плит
За варіантом виконання
- Плити з класичним резистивним нагрівальним елементом
  - З простою спіраллю
  - З трубчастим електронагрівачем
  - З галогенним інфрачервоним нагрівачем
- Зі стрічковим нагрівальним елементом (Hi-Light)
- Індукційні плити

За типом поверхні
- З відкритою спіраллю або ТЕНом
- З чавунною конфоркою
- Зі склокерамічною поверхнею

За способом управління
- Механічне
- Сенсорне

За способом включення в електромережу
- Однофазні
- Трифазні

## Принцип роботи

### Класичні
З точки зору електротехніки, принцип ґрунтується на виділенні теплової енергії при проходженні електричного струму через резистивний нагрівальний елемент (закон Джоуля-Ленца). Нагрівальний елемент являє собою провідник з металу з високим питомим опором, виконаний зазвичай у формі спіралі.

### Індукційні
Як нагрівальний елемент використовується дно посуду, яке нагрівається вихровими струмами, наведеними в ньому котушкою індуктивності. У зв'язку з цим для роботи з індукційної плитою потрібний посуд з феромагнітним (наприклад, сталевим, чавунним або нержавіючим, втім, є і немагнітні сталі і чавуни, вони не підходять) першим знизу шаром в дні.

## Техніка безпеки

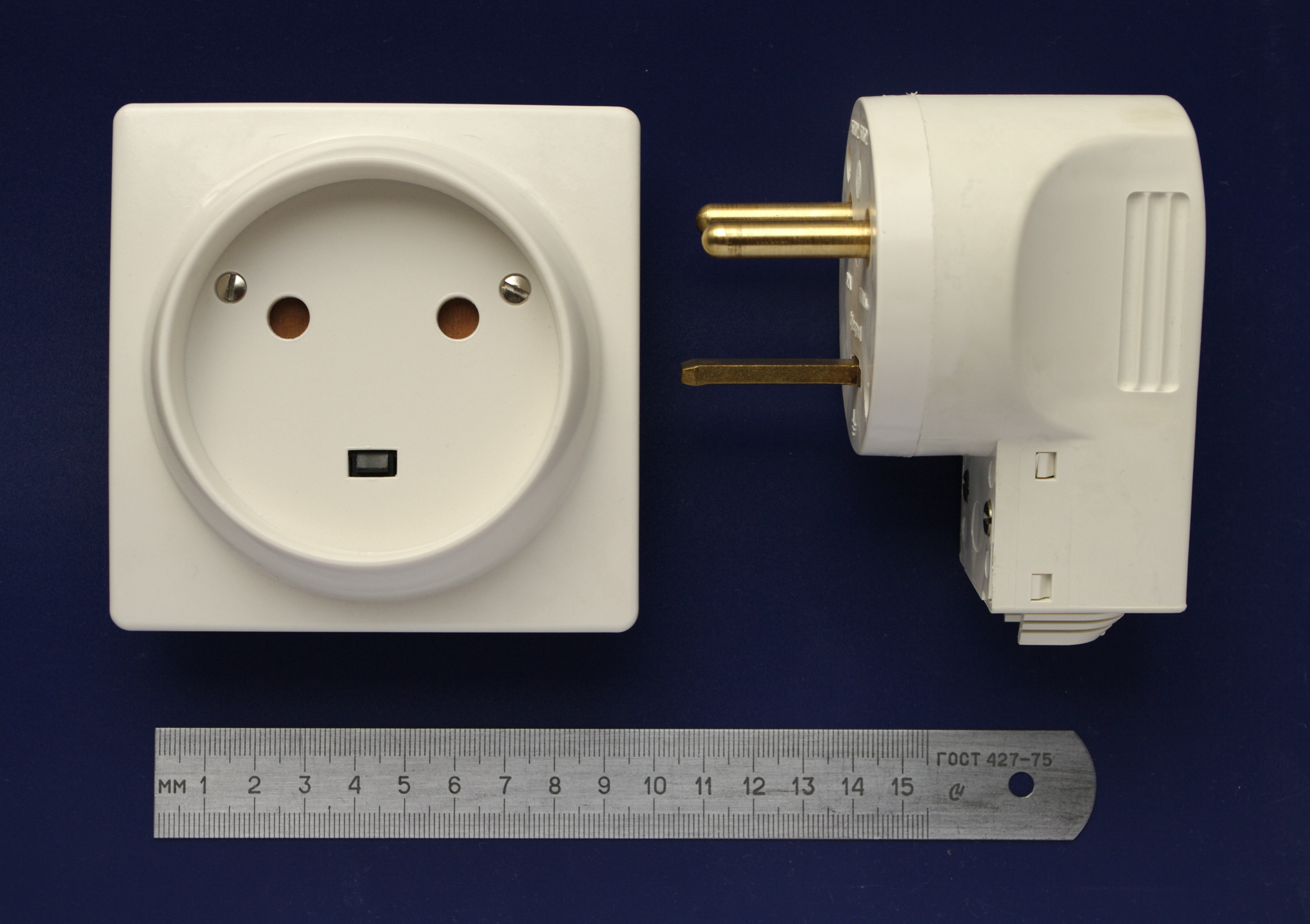
Варіант роз'єму, розрахованого на струм до 32 ампер.

Електрична плита це, зазвичай, один з найпотужніших побутових електроприладів. Включена плита може споживати струм до 50А, а під час приготування їжі доводиться часто торкатися до частин електроплити. Неправильна установка і підключення електроплити може призвести до вибуху або до ураження електричним струмом. Тому висуваються жорсткі вимоги до дротів і заземлення. Для підключення потужної плити до електромереж недостатньо стандартних побутових роз'ємів загального призначення. Для підключення електроплити використовуються або промислові роз'єми, або нестандартні, призначені саме для електроплит.
Також, як і для інших плит для електричної плити справедливі правила пожежної безпеки. Слід пам'ятати, що багато частин плити при роботі нагріваються до високої температури.